# Panterkameleont

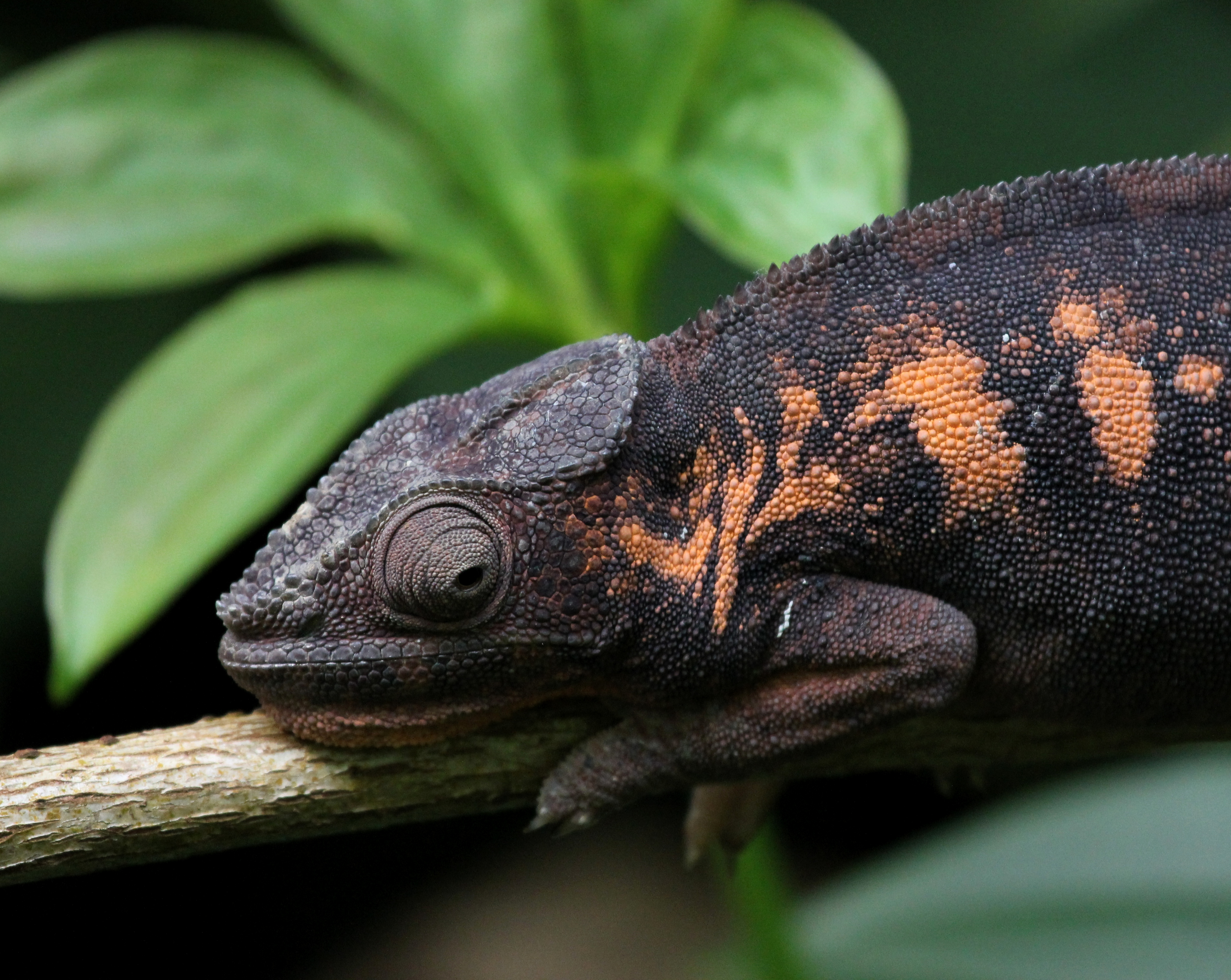
En hona på en gren.

Panterkameleont (Furcifer pardalis) är en kameleont som förekommer på norra och östra Madagaskar. Ursprungligen är den endemisk för Madagaskar, men kameleontarten har också introducerats på Réunion och Mauritius. Arten uppvisar en stor variation i färger och mönster och är även en av de färgstarkaste kameleonterna. Hanarna är färgstarkare än honorna och blir större än honorna, upp till omkring 45 centimeter långa jämför med honor som bara blir ungefär hälften så långa.
Panterkameleonten hör till de mer populära kameleonterna att hålla i terrarium. Den är rödlistad som livskraftig av internationella naturvårdsunionen (IUCN) då exploateringen av de vilda populationerna även om infångande av vilda exemplar förekommer inte anses vara på en sådan nivå att det utgör ett hot mot artens överlevnad. Därtill föds den för zoohandel också upp i fångenskap. På CITES (Convention of International Trade in Endangered Species) är den upptagen enligt appendix II. Det som däremot utgör ett hot är den omfattande förstörelsen av deras naturliga habitat; Madagaskars unika skogar skövlas för att göra träkol eller ge plats för jordbruk och bete.
På malagassiska kallas panterkameleonten "amboalavo".
Panterkameleonten är inte en art, utan minst fyra, och förmodligen närmare elva olika arter. Det visar schweiziska forskares genetiska analyser. Panterkameleonten har hittills setts som väl spridd och livskraftig, men nu behöver en ny hotbedömning för var och en av arterna att göras.

## Kännetecken
Denna kameleont är bland de större och färgstarkaste kameleontarterna, om man jämför hanarna. En panterkameleothane kan nå en längd på omkring 45 centimeter och en riktigt stor hane kan mäta upp mot 50 centimeter (längd inklusive svansen). Honorna är mindre, bara ungefär hälften så långa, och inte lika färgstarka. Förutom att vara större i kroppen är hanens hjälm (det utskott över nacken hos kameleonter som hos hanar kan ha en funktion som ornament) större och mer väldefinierad med kraftigare kant av förstorade fjäll som går fram över ögat till nosen och hanen har dessutom ett kort nosutskott.
Man erkänner inte några underarter av panterkameleont men populationer från olika områden inom utbredningsområdet uppvisar skillnader i färger, framför allt då hanarna som är färgstarkare än honorna. De färger som hanarna kan visa är allt från grönt, rött och orange till blått och blågrönt i olika nyanser. Mönstringen är också varierande med kontrasterande band, strimmor och fläckar. 
Ett gemensamt drag finns dock i form av en ljus längsgående strimma längs kroppssidan.
Mellan honorna är skillnaderna mellan individer från olika områden mindre påtagliga än för hanarna. Grundläggande färg hos honorna är brunaktig till gråaktig. Mönstring i form av band och strimmor förekommer men är mer diffus och mindre framträdande än hos hanarna. Under den tid då honan är parningsvillig ändras dock hennes färg till blek (ibland mättad) orange till rosa och mönstringen bleknar. Honor som parat sig blir svartaktiga med orange eller rosa mönstring.

## Utbredning
Panterkameleonten förekommer i norra och östra Madagaskars lågländer (provinserna Antsiranana och Toamasina) och på öar utanför kusterna, däribland Nosy Be. Höjdgränsen för arten har uppskattats till 950 meter över havet och den har beskrivits som mindre vanlig över 700 meter över havet.
Arten har introducerats till Réunion och Mauritius.

## Levnadssätt
Panterkameleonten lever bland träd och buskar i låglandsområden men verkar undvika täta skogar och trivas bäst i halvöppna lägen som i vegetationen i kanten på gläntor och fält, längs floder och vägar. Kameleonten återfinns ofta i skog med inslag av mänsklig påverkan, såsom röjning av odlingsmark vilket bildar gläntor, och kan även återfinnas i planteringar och trädgårdar.
Dess föda består av små ryggradslösa djur, främst insekter, som den som andra kameleonter fångar med sin långa klibbiga tunga. Kameleonterna rör sig sakta och försiktigt för att inte skrämma byten och för att inte upptäckas av fiender. Individerna är ensamlevande och hanarna är mycket territoriella.
Fortplantning kan ske året runt i områden i de nordvästra och norra delarna av utbredningsområdet där klimatet är mer stabilt och fuktigt året runt. På Madagaskars östkust är klimatet lite mer varierande och där sker fortplantning huvudsakligen från oktober till mars. En hane som uppvaktar en hona visar upp sig och får intensivare färger och utför nickande rörelser med huvudet. Om honan är mottaglig kommer hon signalera det genom sin färg och låta hanen närma sig. Parningen varar i 10-30 minuter. Efter parningen, från allt ifrån inom några minuter till efter någon dag eller två, kommer honan ändra färg och blir mörk för att signalera att hon inte längre är mottaglig. Två till tre veckor efter parningen börjar honan lägga ägg. Äggen läggs i en grop som honan gräver och äggen täcks över med jord. En hona kan lägga mer än en kull ägg om året,  oftast 2-3 men ibland 4-6 kullar. I det vilda kan honorna lägga åtminstone upp till 23-24 ägg per gång. Uppgifter om att antalet ägg kan variera mellan 10 och 40 ägg per kull förekommer. Äggen kläcks efter som tidigast omkring 6 månader men det kan ta upp till omkring 12 månader. Ungarna växer och når könsmognaden efter cirka ett halvår om förhållandena är gynnsamma (tidigast vid fem månader under optimala förhållanden). Könsmognaden kan dock dröja till cirka nio månaders ålder om tillväxten är långsammare. Livslängden är relativt kort och uppskattas till omkring två år för vilda kameleonter. Särskilt honorna brukar inte leva mycket längre eftersom äggläggningen tar mycket energi. Hanarna blir i genomsnitt något äldre än honorna.